# Phytobaenus amabilis amabilis
Phytobaenus amabilis amabilis為Phytobaenus amabilis的指名亞種，屬於鞘翅目偽細頸蟲科。

## 形態描述
小型甲蟲，長約2.2-2.5毫米。頭部向下彎曲，勉強從背向觀可見，觸角向後延伸勉強超過翅鞘肩部，觸角第11小節基部筒狀，末端迅速變窄而成不對稱端部。前胸背板呈鐘形，後側緣彎曲似一頸狀構造。翅鞘修長而兩側平行。觸角和前中足淡褐色，後足暗褐色，身體褐色，前胸背板、翅鞘具有灰白色斑紋，翅鞘斑紋似一「微笑臉」。

## 生物學
廣泛分布低中海拔闊葉林，該物種目前尚無保育需要。

## 鑑別特徵描述
似一「微笑臉」之灰白色鞘斑紋。

## 分布
臺灣、中國東北、日本、烏克蘭、斯洛伐克、羅馬尼亞、波蘭、俄羅斯（歐俄、遠東）、拉脫維亞、義大利、匈牙利、德國、法國、芬蘭、捷克、克羅埃西亞、白俄羅斯。